# Riserva naturale statale Torre Guaceto

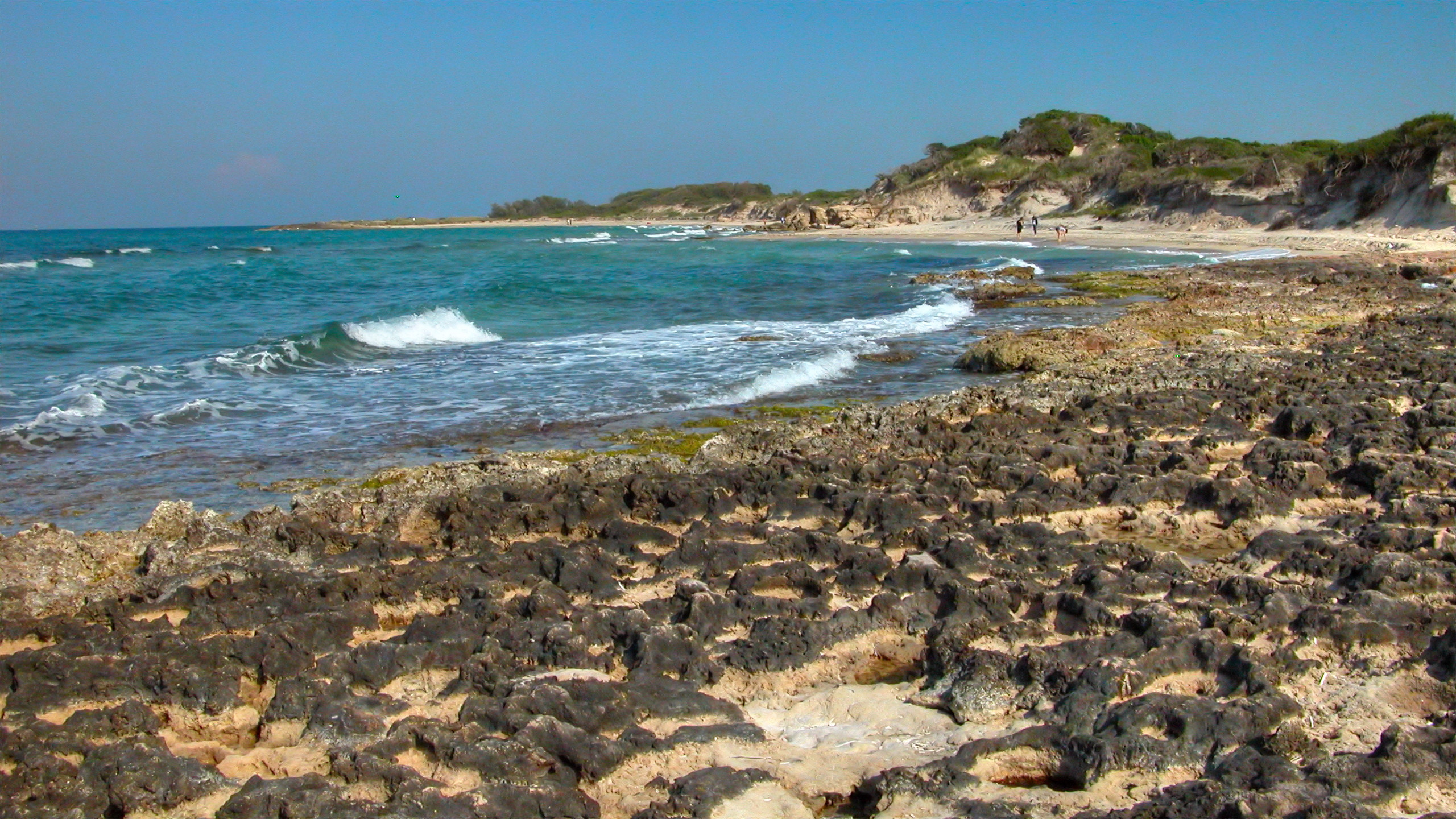
Il litorale roccioso della costa a Torre Guaceto

La Riserva naturale statale Torre Guaceto è un'area naturale protetta situata sulla costa adriatica dell'alto Salento, a pochi chilometri dai centri di Carovigno e San Vito dei Normanni e 17 km a nord di Brindisi.
I litorali carovignesi della riserva, le spiagge di Torre Guaceto e Punta Penna Grossa, sono state premiate con l'insigne della Bandiera Blu negli anni 2007, e dal 2016 al 2020.

## Storia

### La Torre Aragonese
La Torre Costiera di Torre Guaceto è una struttura militare difensiva costruita nel 1567 facente parte del sistema difensivo Torri costiere del Regno di Napoli.

### Storia della Riserva
Le prime azioni a tutela di Torre Guaceto risalgono al 1970 quando la marchesa Luisa Romanazzi Carducci dalla sua entrata nel direttivo nazionale del WWF Italia, fece sì che l'associazione prendesse a cuore questo territorio.
Sventati negli anni successivi ipotesi di realizzazione di una centrale nucleare e di una lottizzazione a fini turistici, il 18 maggio 1981 il Ministero delle politiche agricole alimentari e forestali, visto il decreto del presidente della Repubblica del 13 marzo 1976 recepente la convenzione internazionale di Ramsar del 2 febbraio 1975, dichiara Torre Guaceto zona umida di interesse internazionale.

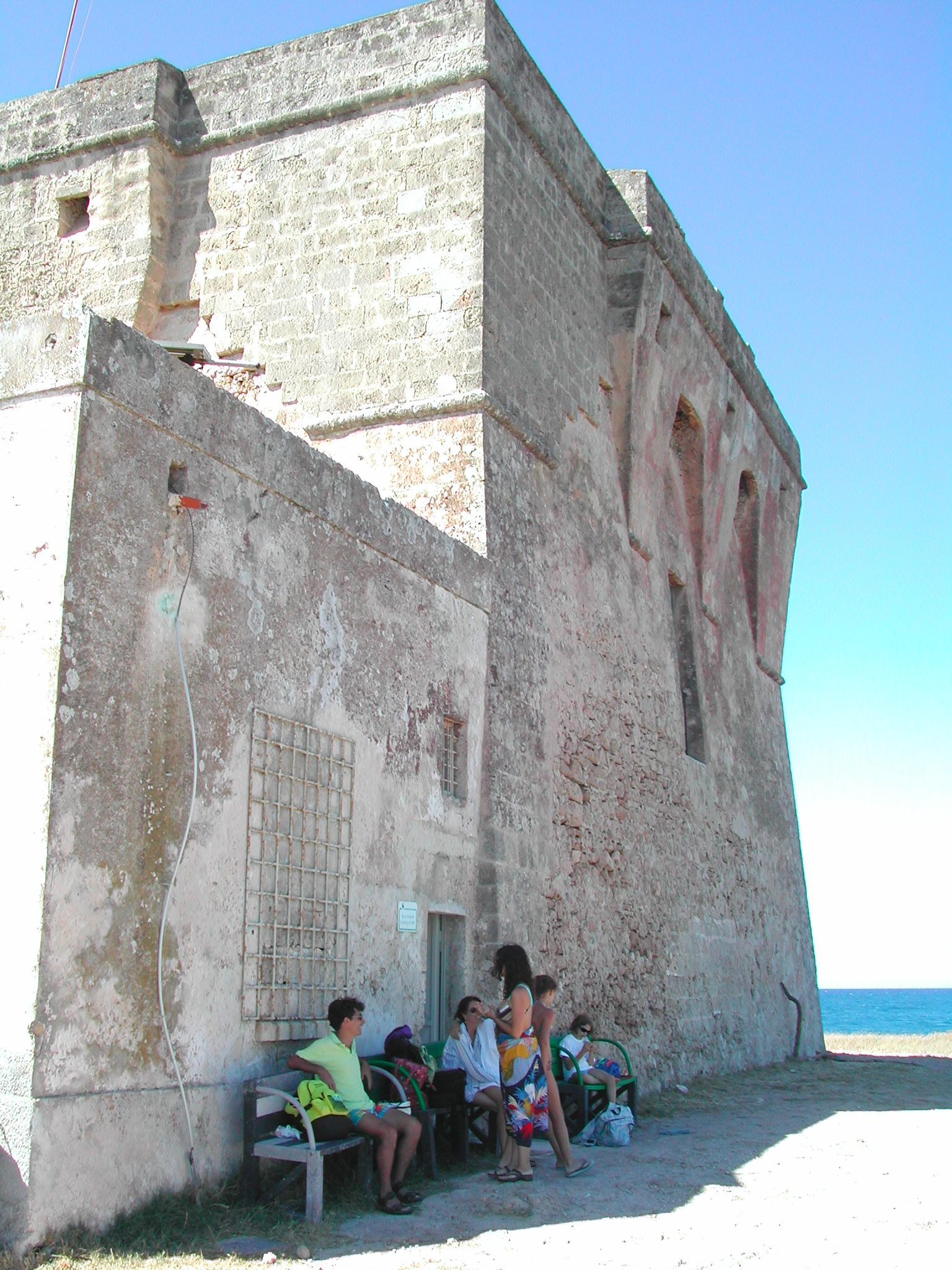
L'omonima torre, vista dal lato est.

Nel 1987 il WWF Italia, su incarico del Ministero della marina mercantile, realizza il piano di fattibilità per l'istituzione di una riserva marina a Torre Guaceto che diventa realtà il 4 dicembre 1991 con decreto ministeriale dello stesso ministero. L'area marina protetta è affidata alla capitaneria di porto di Brindisi.
Nell'ambito del programma comunitario “Natura 2000” e del relativo programma italiano “Bioitaly”, la Regione Puglia ai sensi della Dir. 92/43 CEE “Habitat” propone Torre Guaceto come Sito di Importanza Comunitaria (pSIC) denominandolo Torre Guaceto Macchia San Giovanni (sigla IT9140005). Sempre la Regione Puglia individua la zona umida di Torre Guaceto come zona di protezione speciale (ZPS) (sigla IT9140008) ai sensi della Dir. 79/409 CEE “Uccelli”.
Per quanto sopra detto il Ministero dell'Ambiente con decreto ministeriale del 4 febbraio 2000 istituisce la riserva naturale dello Stato di Torre Guaceto. Il decreto istitutivo individua all'art. 4 l'organismo di gestione in un consorzio misto fra l'Amministrazione Comunale di Brindisi, l'Amministrazione Comunale di Carovigno e l'associazione protezionistica senza fini di lucro [WWF Italia. Sempre nello stesso articolo il decreto individua nello stesso consorzio l'organismo di gestione della riserva naturale marina di Torre Guaceto.

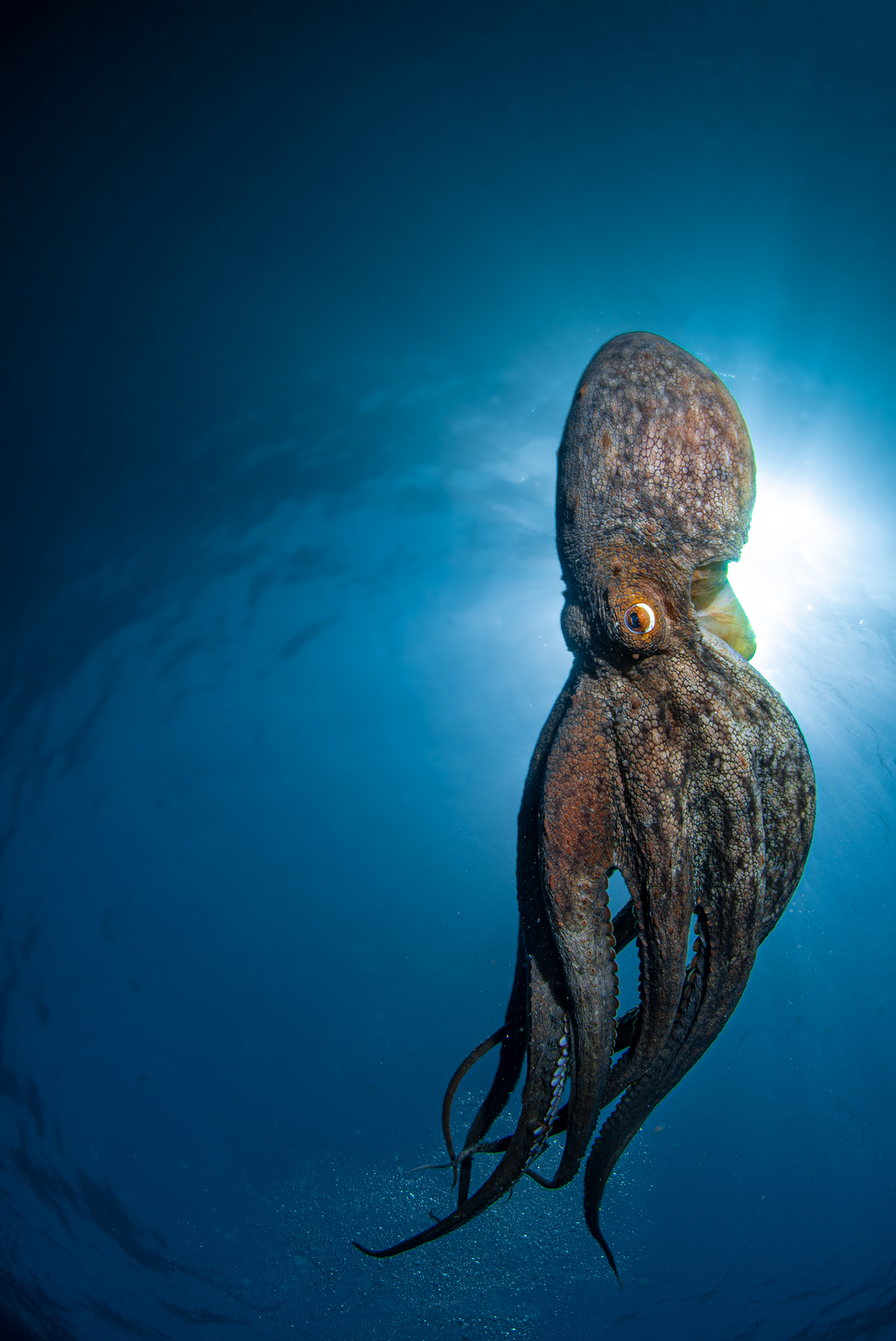
Polpo nella riserva
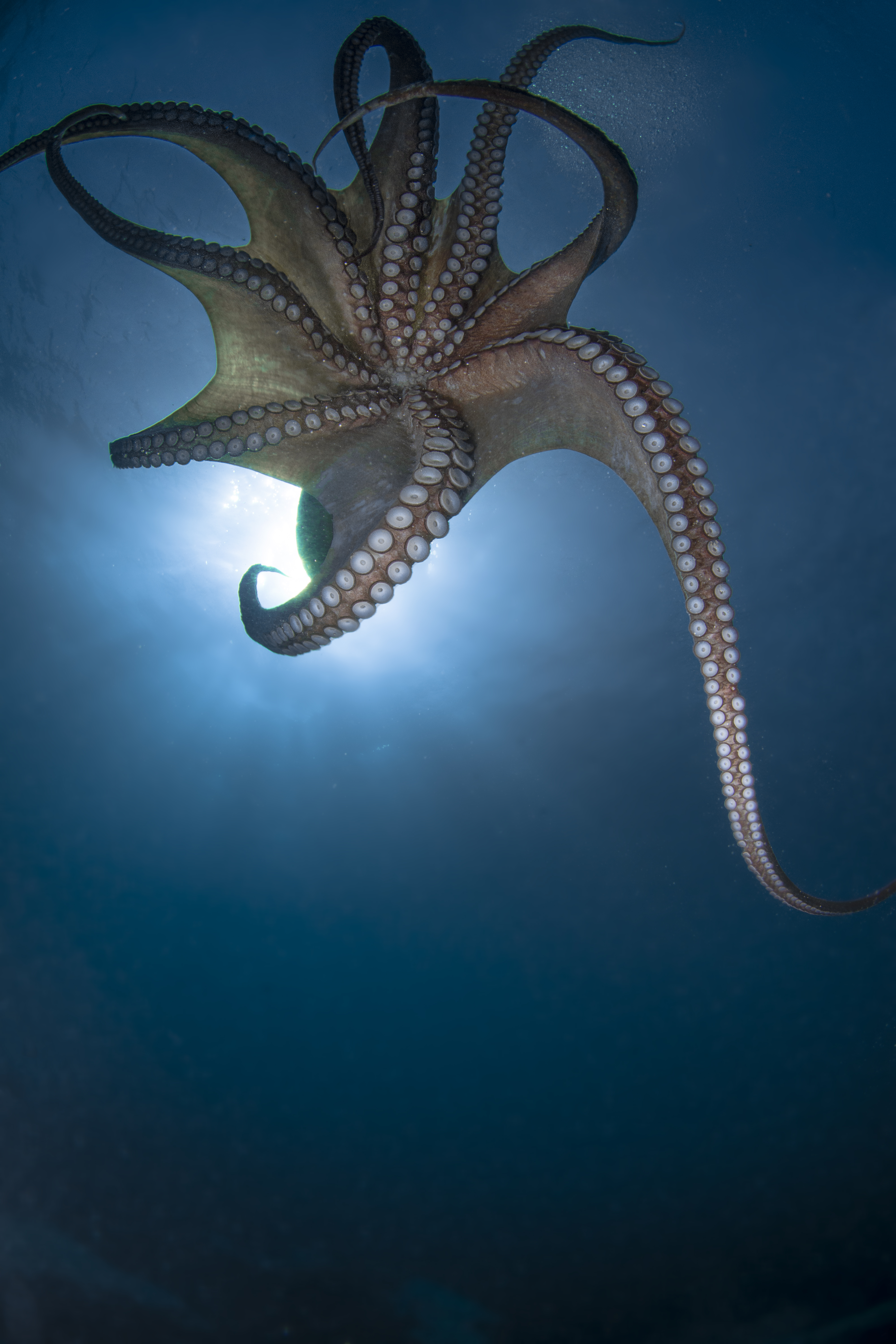
Polpo nella riserva

### Il soggetto gestore
Il Consorzio di Gestione è stato costituito, dai Comuni di Brindisi e Carovigno e dall'Associazione Italiana per il WWF for Nature Onlus, nel dicembre 2000 con la finalità di gestire l'area protetta, sia terrestre sia marina denominata “Torre Guaceto”, istituita con Decreto del Ministero dell'Ambiente e della Tutela del Territorio (G.U. n. 124 del 30/05/2000) e delle aree limitrofe ad esse connesse. L'art. 4 di tale decreto afferma che all'organismo individuato dall'atto della sua costituzione è attribuita, altresì, la gestione della riserva naturale marina Torre Guaceto.
Persegue le finalità espresse nell'art. 2 del suddetto decreto e in particolare:
1. La conservazione delle caratteristiche ecologiche, floro-vegetazionale, faunistiche, idrogeomorfologiche e naturalistico-ambientali;
2. La gestione degli ecosistemi con modalità idonee a realizzare un'integrazione tra uomo e ambiente naturale, anche mediante la salvaguardia dei valori antropologici, archeologici, storici e architettonici e delle attività agro-silvo-pastorali e tradizionali;
3. il restauro ambientale degli ecosistemi degradati;
4. la promozione delle attività compatibili con la conservazione delle risorse naturali della riserva:
5. la realizzazione di programmi di studio e ricerca scientifica, con particolare riferimento ai caratteri peculiari del territorio:
6. la realizzazione di programmi di educazione ambientale.

Intende, inoltre, perseguire la promozione e l'organizzazione della formazione professionale allo scopo di favorire l'incremento occupazionale locale.
Sono organi del Consorzio di Gestione:

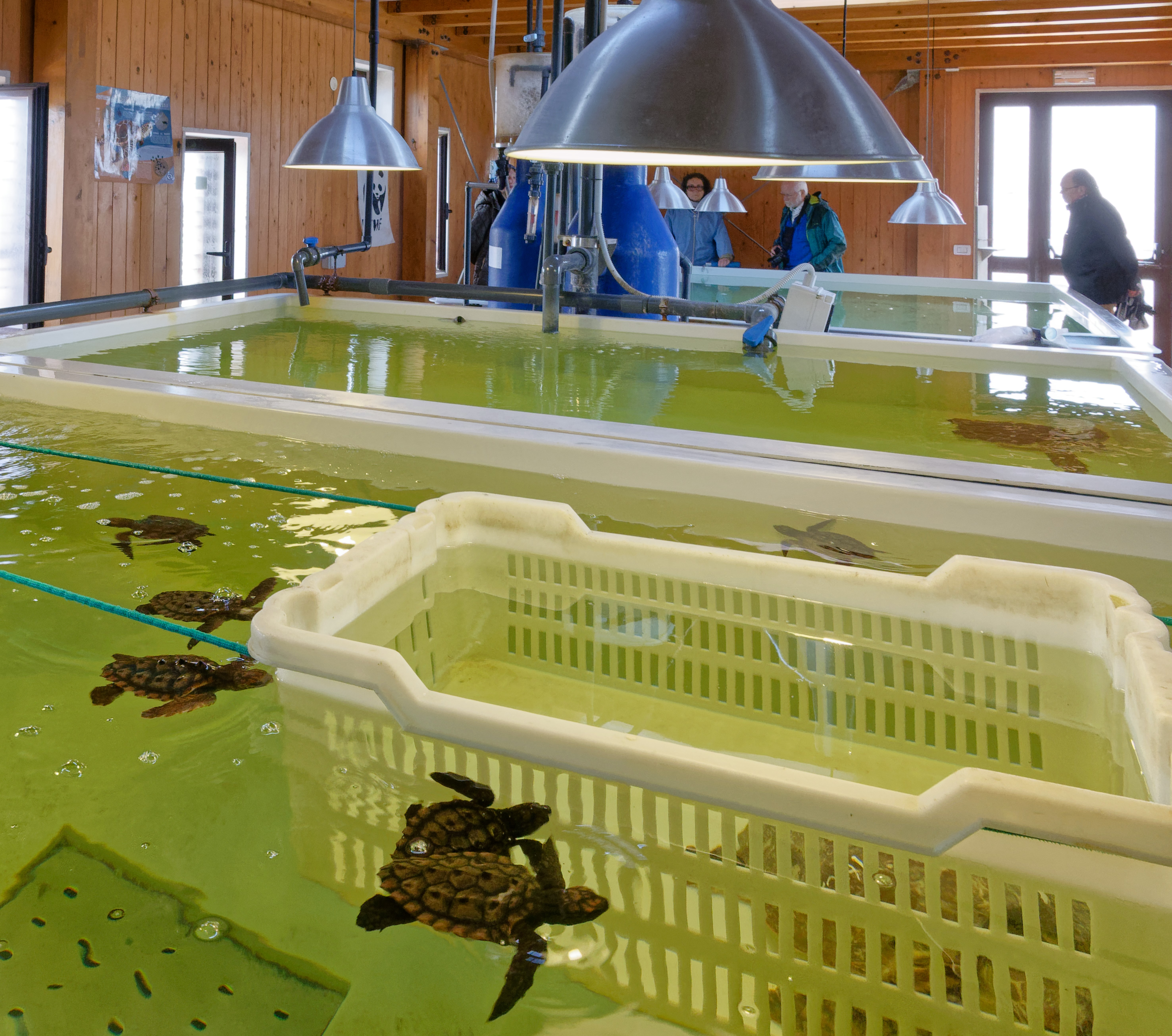
Stazione di salvataggio per le tartarughe Caretta nella riserva.

- l'assemblea consortile;
- il consiglio di amministrazione;
- il presidente
- i vicepresidenti;
- il collegio dei revisori.

## Territorio
La Riserva Naturale dello Stato di Torre Guaceto si estende per circa 1.200 ettari presentando un fronte marino che si sviluppa per 8.000 m L'area è configurata come un rettangolo più o meno regolare, con una profondità media di 3.000 metri, attraversata e divisa dalla strada statale 379.
I sistemi che si sviluppano a monte e a valle della strada statale sono profondamente diversi. A monte permane un sistema agricolo tipico della zona, posto in continuità con la copertura vegetale esterna alla Riserva.
A monte, infatti, permane un sistema agricolo tipico della zona altosalentina, posto in grande continuità con la copertura vegetale esterna alla riserva. Grandi oliveti secolari attentamente mantenuti divisione degli appezzamenti e limitazione delle strade realizzate con muretti a secco di pietra locale ed ancora negli oliveti, terreni rossi, non coperti da vegetazione e non interessate da altre culture.
La bonifica dei terreni (risalente al 1931) ne ha determinato la regolarizzazione dei confini e della struttura viaria di servizio, la divisione in piccole proprietà, la realizzazione di modesti edifici colonici annessi (attualmente se ne contano circa centocinquanta). L'immagine dell'area a monte della superstrada è dunque quella di un ambito agricolo di bonifica, caratterizzato dalla presenza diffusa di oliveti, seminativi ed ortaggi e perlopiù privo di ambiti naturalisticamente qualificati, se non per piccoli appezzamenti marginali.
Nell'area posta a valle della superstrada i terreni hanno una connotazione più naturale. Qui sono riconoscibili due tratti principali.
In primo luogo, nella parte prossima al mare e per circa metà della lunghezza della costa protetta della riserva vi è un apparato dunale imponente, concluso verso terra da una fitta macchia mediterranea.
Una significativa varietà di ambiti diversificati si succedono in questo tratto costiero per alcune centinaia di metri verso l'entroterra. Al suo interno vi sono piccole zone umide che si formano durante e dopo le piogge e che scompaiono nei periodi più caldi, ed alcune risorgive di acqua dolce anch'esse stagionali.

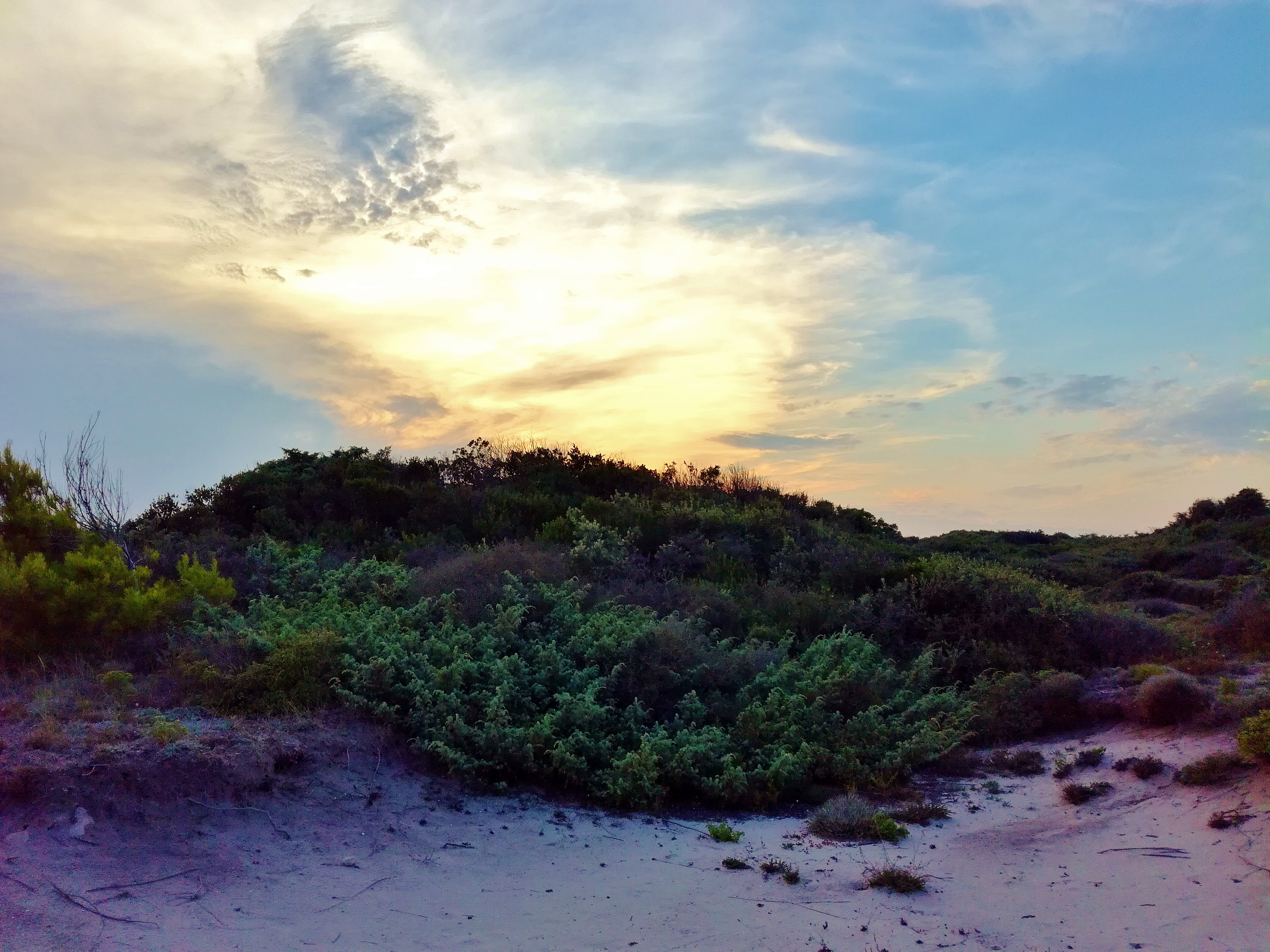
Area retrodunale nella Riserva naturale statale Torre Guaceto.

La successione spaziale spiaggia, duna, macchia mediterranea si conclude con aree agricole (prevalentemente orticole) ed alcuni rimboschimenti di non grande qualità.

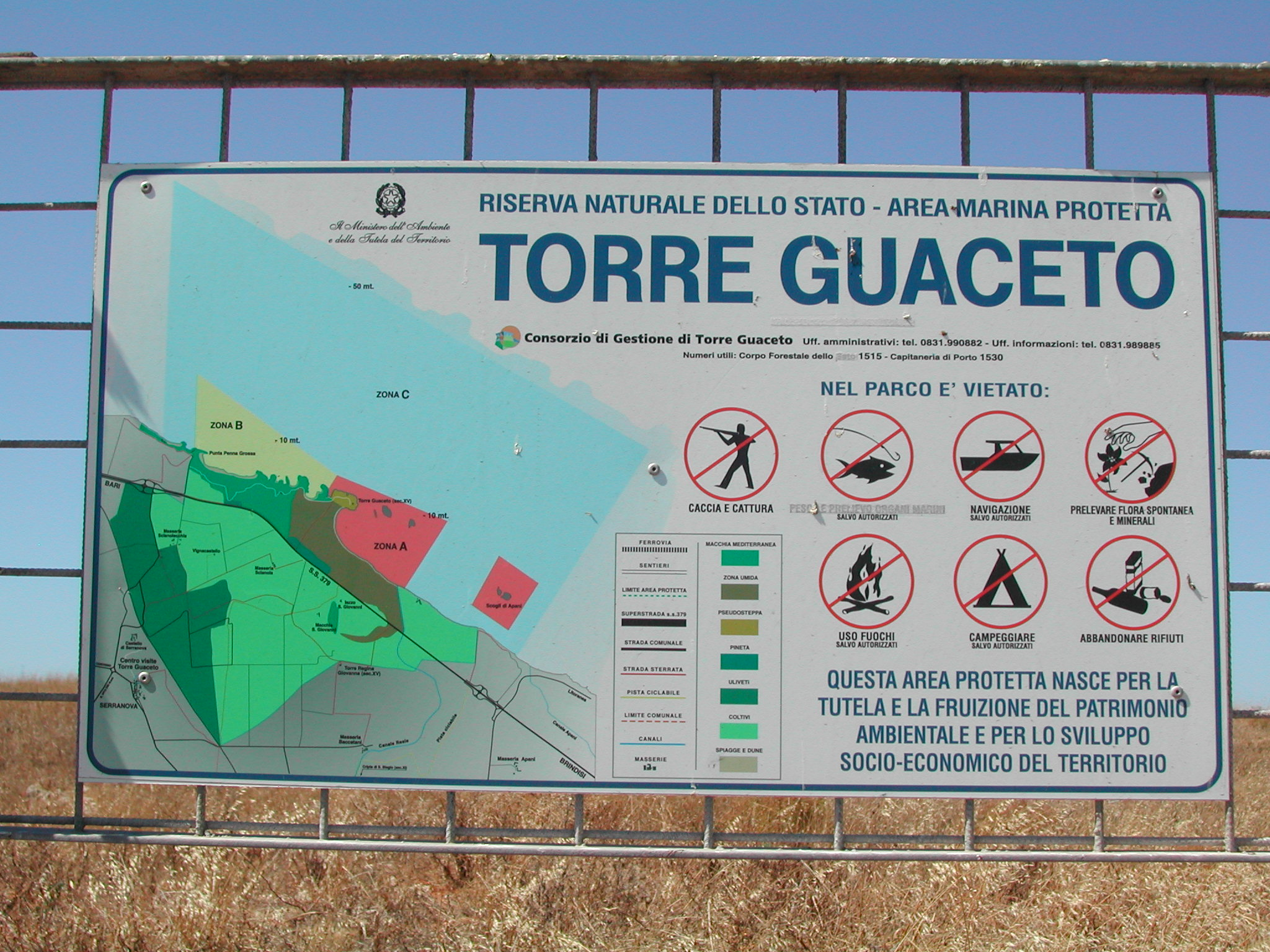
La mappa del sito su un pannello informativo.

Il secondo tratto costiero, che si sviluppa verso sud, non presenta né dune né spiaggia. Si caratterizza come una costa bassa e rocciosa, con piccole spiaggette ed una vegetazione che si spinge fin sulla linea di costa.
La zona che si sviluppa alle spalle del promontorio della Torre di Guaceto è stata interessata, in passato, da una bonifica dei terreni di cui rimane traccia nei segni lasciati dai canali. Tale bonifica servì a far defluire le acque che si accumulavano in questa zona a causa della ridotta acclività del terreno e all'affioramento della falda di acqua dolce. Ciononostante, una parte dell'area è sempre rimasta umida.
Una volta abbandonato l'uso agricolo dei terreni bonificati, le acque hanno nuovamente allagato interi settori, creando specchi d'acqua permanenti.
Successivamente la crescita dei canneti ha chiuso parzialmente le superfici libere delle acque. Il sistema che n'è scaturito riviste un grande interesse da punto di vista ambientale, essendo luogo di passo di numerose specie di avifauna e, inoltre, essendo caratterizzato dalla presenza costante di uccelli, anfibi ed insetti connessi ai sistemi umidi.
La parte di territorio posto a valle del tracciato della superstrada è caratterizzata da una bassa densità insediativa: sulla costa si trovano gli edifici di Punta Penna Grossa e di Torre di Guaceto, mentre nell'immediato entroterra l'edificato è costituito dalla casa del guardiano e, oltre la macchia da alcune case coloniche.
Oltre ciò, sono presenti i ruderi delle strutture di un campeggio risalente agli anni ottanta attrezzatura da sempre inutilizzata e che, abbandonata definitivamente all'azione distruttiva del tempo e degli agenti atmosferici, è attualmente oggetto di atti di vandalismo che ne minano il già precario stato di conservazione.

## Flora
La flora attualmente nota per la riserva si compone di 670 taxa specifici e subspecifici, corrispondenti al 50,0% del numero totale relativo alla flora del Salento e al 29,3% di quello relativo alla flora della Puglia. Tra gli habitat prioritari in base alla Direttiva Habitat 92/43/CEE:
1. Steppe salate mediterranee a Limonium (Codice Natura 2000: 1510), con una copertura in percentuale sull'intero sito di 1,40 ha (pari allo 0,57%)
2. Dune costiere con Juniperus spp (Codice Natura 2000: 2250), con una copertura in percentuale sull'intero sito di 11,55 ha (pari al 4,70%)

## Fauna
In quest'ambiente trovano rifugio animali diversi per caratteristiche e abitudini. Sicuramente i più schivi e difficili da vedere sono i mammiferi notturni come il tasso, la donnola o la faina, che generalmente di giorno sono al sicuro nelle loro tane scavate nel terreno, ben nascoste e mimetizzate nella vegetazione.

Durante i periodi più caldi dell'anno è facile scorgere ai bordi dei sentieri innocui serpenti come il colubro leopardino così chiamato per la spettacolare livrea a macchie brune o il cervone che può raggiungere notevoli dimensioni, mentre le acque, ricche di vegetazione sommersa, ospitano rettili come la biscia dal collare o la testuggine d'acqua, facilmente distinguibile dalle punteggiature gialle sul corpo scuro.

Tra gli uccelli che prediligono come dormitorio o punto di sosta il canneto di Torre Guaceto vi sono passeriformi come il pendolino e l'usignolo di fiume o uccelli di dimensioni maggiori come il porciglione, gli aironi e il tarabuso. Quest'ultimo, per mimetizzarsi al meglio tra le canne che lo circondano, può rimanere per molto tempo immobile in piedi o ondulare lentamente come canna al vento. Se disturbato invece assume una strana e buffa posizione di attacco che, a dire il vero, sembra tutt'altro che minacciosa.
Altri protagonisti di quest'ambiente sono le rondini che in migliaia di esemplari stazionano in Puglia durante i viaggi migratori.
Tra i rapaci domina il falco di palude. Tra i mammiferi più comuni vi è la lepre e il coniglio selvatico, la volpe, la faina, il riccio e piccoli roditori quali il topo campestre e il topo quercino. Sono presenti anche l'istrice, il gatto selvatico e il cinghiale.

## Area archeologica
Nel territorio della riserva naturale è stata scoperta casualmente, nel 2019, una necropoli, che dopo due campagne di scavi, tra il 2021 e il 2022, ha restituito 35 tombe ad incinerazione.

### Scavi del 2008-2009
Fra il 2008 e il 2009 venne condotta una campagna di scavo nella zona sud della riserva, più precisamente a due kilometri dal promontorio di Torre Guaceto nell’area denominata degli Scogli di Apani, che ha portato al rinvenimento parziale di due capanne appartenenti a un villaggio fortificato risalente alla media età del bronzo (XVI - XV sec. a.C.). Secondo le ricerche, tali capanne erano costruite con una struttura portante in legno e pareti in fibre vegetali intrecciate con cordame, su cui poggiava una copertura realizzata in strame di paglia. Le pareti venivano poi internamente rivestite con intonaco di argilla. Proprio i segni di cottura di tale intonaco testimoniano che le capanne furono distrutte da un intenso incendio che avrebbe anche lasciato depositati sui livelli pavimentali i resti deformati di numerosi manufatti domestici quali contenitori in terra cotta ad uso alimentare, aghi e rondelle, ornamenti vari, nonché macine, lame e raschiatoi per la lavorazione del cibo. Sempre all’interno del perimetro delle capanne vennero ritrovate anche delle “piastre da focolare” usate per cuocere i cibi, attorno alle quali sono rimasti attaccati resti di pasti a base di fauna selvatica e molluschi, nonché resti di alimenti quali legumi e ghiande di quercia che indicano l’uso dello spazio anche per la produzione di focacce e farinacei.